# Рушкіца
Рушкіца (рум. Rușchița) — село у повіті Караш-Северін в Румунії. Входить до складу комуни Руска-Монтане.
Село розташоване на відстані 318 км на північний захід від Бухареста, 55 км на північний схід від Решиці, 93 км на схід від Тімішоари.

## Населення
За даними перепису населення 2002 року у селі проживали 453 особи.
Національний склад населення села:
| Національність | Кількість осіб | Відсоток |
| -------------- | -------------- | -------- |
| румуни         | 402            | 88,7%    |
| німці          | 28             | 6,2%     |
| угорці         | 14             | 3,1%     |
| українці       | 6              | 1,3%     |

Рідною мовою назвали:
| Мова       | Кількість осіб | Відсоток |
| ---------- | -------------- | -------- |
| румунська  | 411            | 90,7%    |
| німецька   | 25             | 5,5%     |
| угорська   | 12             | 2,6%     |
| українська | 5              | 1,1%     |